# Chirita mollifolia
Chirita mollifolia är en tvåhjärtbladig växtart som beskrevs av D. Fang, Y.G. Wei och Jin Murata. Chirita mollifolia ingår i släktet Chirita och familjen Gesneriaceae. Inga underarter finns listade i Catalogue of Life.